# Andrés Orozco
Andrés Felipe Orozco Vázquez (Medellín, Antioquia, Colombia; 18 de marzo de 1979) es un exfutbolista colombiano que jugaba como defensa. Actualmente es entrenador del equipo profesional del Envigado F. C.

## Trayectoria
Andrés debutó con el Deportes Quindio a comienzos del 1999 a sus 20 años y allí militó durante 6 meses, cuando fue fichado por el DIM. Con el poderoso de la montaña estuvo hasta 2002 cuando fue campeón. Luego de 3 años en el club comenzaría su etapa internacional.
Llega en 2003 al Racing Club en Argentina. Con el equipo de Avellaneda disputó 52 partidos y convirtió 6 goles.
Comenzó su etapa en México con los Dorados de Sinaloa, donde llega a pedido del director técnico de la época el español Juan Manuel Lillo. Con este club se destacó y empezó una buena amistad con Pep Guardiola, quien estaba a puertas de su retiro. Para la temporada 2006-2007 jugó para el Monarcas Morelia y recaló en el SC Internacional de Brasil donde jugó 1 año y medio consagrándose campeón del Torneo Gaucho del 2008.
En 2009 regresó a Colombia para jugar con el Atlético Nacional donde disputó 40 partidos por Liga y 10 por Copa Colombia donde convirtió sus únicos 2 goles con el "rey de copas" en su estadía de 1 año y medio.
A mediados del 2010 llega al Envigado FC donde debuta convirtiendo un gol en Copa Colombia, Andrés desde su llegada junto a Neider Morantes fueron los referentes del club, al ser los jugadores con más experiencia de la plantilla. El 15 de septiembre de 2016 en la victoria de Envigado 2-1 frente a Fortaleza, Andrés disputó su partido 200 con "La Cantera de Héroes" el Envigado FC. 
Al culminar el torneo apertura 2017 Andrés anuncia su retiro del fútbol, con el Envigado FC disputó 202 partidos de liga donde anotó 6 goles, 11 por Copa Colombia donde anotó 1 gol, 4 partidos de Copa Sudamericana donde anotó 1 gol y el partido por la serie de promoción del 2010 donde lograron salvar la categoría siendo él una de las figuras del cotejo.

## Entrenador

### Envigado FC
En agosto de 2017, tras su retiro como futbolista profesional, Andrés Felipe Orozco se integró el cuerpo técnico de Rubén Darío Bedoya en Envigado F.C., mismo cargo que asumiría en septiembre de 2019 tras la salida de Eduardo Lara de la Dirección Técnica y la designación del español José Arastey como entrenador interino. En marzo de 2021, y debido a una crisis de resultados, Orozco asume como entrenador encargado.
El 25 de julio de 2023 Orozco vuelve a la dirección técnica del Envigado FC como encargado. El 26 de octubre de 2023 se comunica su no continuidad con el equipo profesional y retorno a las divisiones menores.
El 8 de septiembre de 2024 nuevamente llega al equipo profesional en calidad de interino, aunque termina dirigiendo toda la campaña salvando al equipo del descenso. 

## Selección nacional
Ha sido internacional con la Selección de fútbol de Colombia y ha participado en las Copas América de Colombia 2001 y Perú 2004. También fue suplente en todos los partidos en la Copa Confederaciones 2003 y participando en las eliminatorias a Corea-Japón 2002 y Alemania 2006

### Participaciones enCopas América
| Copa América           | Sede                   | Resultado              | PJ | GA | Asis |
| ---------------------- | ---------------------- | ---------------------- | -- | -- | ---- |
| Copa América 2001      | Colombia               | Campeón                | 1  | 0  | 0    |
| Copa América 2004      | Perú                   | Cuarto puesto          | 6  | 0  | 0    |
| Total en Copas América | Total en Copas América | Total en Copas América | 7  | 0  | 0    |

### Participaciones enCopas Oro
| Copa Oro         | Sede                    | Resultado        | PJ                           | GA | Asis |
| ---------------- | ----------------------- | ---------------- | ---------------------------- | -- | ---- |
| Copa Oro de 2003 | Estados Unidos y México | Cuartos de final | 0 (3 partidos como suplente) | 0  | 0    |

### Participaciones enEliminatorias al Mundial
| Eliminatoria                                | Sede del Mundial       | Posición               | Resultado              | PJ                                | GA | Asis |
| ------------------------------------------- | ---------------------- | ---------------------- | ---------------------- | --------------------------------- | -- | ---- |
| Eliminatorias Mundial de Corea y Japón 2002 | Corea del Sur y Japón  | 6°lugar 27pts          | Eliminado              | 0 (3 convocatorias como suplente) | 0  | 0    |
| Eliminatorias Mundial de Alemania 2006      | Alemania               | 6°lugar 24pts          | Eliminado              | 3                                 | 0  | 0    |
| Total en Eliminatorias                      | Total en Eliminatorias | Total en Eliminatorias | Total en Eliminatorias | 3                                 | 0  | 0    |

## Clubes

### Como jugador
| Club                              | Div.          | Temporada     | Liga  | Liga  | Copas | Copas | Internacional | Internacional | Total | Total |
| Club                              | Div.          | Temporada     | Part. | Goles | Part. | Goles | Part.         | Goles         | Part. | Goles |
| --------------------------------- | ------------- | ------------- | ----- | ----- | ----- | ----- | ------------- | ------------- | ----- | ----- |
| Deportes Quindío · Colombia       | 1.ª           | 1999          | 16    | 1     | -     | -     | -             | -             | 16    | 1     |
| Independiente Medellín · Colombia | 1.ª           | 1999          | 40    | 2     | -     | -     | -             | -             | 40    | 2     |
| Independiente Medellín · Colombia | 1.ª           | 2000          | 38    | 0     | -     | -     | -             | -             | 38    | 0     |
| Independiente Medellín · Colombia | 1.ª           | 2001          | 41    | 0     | -     | -     | -             | -             | 41    | 0     |
| Independiente Medellín · Colombia | 1.ª           | 2002          | 46    | 0     | -     | -     | -             | -             | 46    | 0     |
| Independiente Medellín · Colombia | 1.ª           | 2007          | 2     | 1     | -     | -     | -             | -             | 2     | 1     |
| Independiente Medellín · Colombia | Total club    | Total club    | 167   | 3     | 0     | 0     | 0             | 0             | 167   | 3     |
| Racing Club Argentina             | 1.ª           | 2003          | 15    | 2     | -     | -     | 7             | 1             | 22    | 3     |
| Racing Club Argentina             | 1.ª           | 2003-04       | 30    | 3     | -     | -     | -             | -             | 30    | 3     |
| Racing Club Argentina             | Total club    | Total club    | 45    | 5     | 0     | 0     | 7             | 1             | 52    | 6     |
| Dorados de Sinaloa · México       | 1.ª           | 2004-05       | 30    | 1     | -     | -     | -             | -             | 30    | 1     |
| Dorados de Sinaloa · México       | 1.ª           | 2005-06       | 31    | 5     | -     | -     | -             | -             | 31    | 5     |
| Dorados de Sinaloa · México       | Total club    | Total club    | 61    | 6     | 0     | 0     | 0             | 0             | 61    | 6     |
| Monarcas Morelia · México         | 1.ª           | 2006-07       | 31    | 3     | 2     | 0     | -             | -             | 33    | 3     |
| SC Internacional · Brasil         | 1.ª           | 2007          | 6     | 1     | -     | -     | -             | -             | 6     | 1     |
| SC Internacional · Brasil         | 1.ª           | 2008          | 8     | 0     | 8     | 0     | -             | -             | 16    | 0     |
| SC Internacional · Brasil         | Total club    | Total club    | 14    | 1     | 8     | 0     | 0             | 0             | 22    | 1     |
| Atlético Nacional · Colombia      | 1.ª           | 2009          | 22    | 0     | 5     | 2     | -             | -             | 27    | 2     |
| Atlético Nacional · Colombia      | 1.ª           | 2010          | 12    | 0     | 2     | 0     | -             | -             | 14    | 0     |
| Atlético Nacional · Colombia      | Total club    | Total club    | 34    | 0     | 7     | 2     | 0             | 0             | 41    | 2     |
| Envigado FC · Colombia            | 1.ª           | 2010          | 16    | 1     | 2     | 0     | -             | -             | 18    | 1     |
| Envigado FC · Colombia            | 1.ª           | 2011          | 30    | 0     | 0     | 0     | -             | -             | 30    | 0     |
| Envigado FC · Colombia            | 1.ª           | 2012          | 33    | 1     | 3     | 0     | 4             | 1             | 40    | 2     |
| Envigado FC · Colombia            | 1.ª           | 2013          | 32    | 1     | 0     | 0     | -             | -             | 32    | 1     |
| Envigado FC · Colombia            | 1.ª           | 2014          | 27    | 2     | 2     | 0     | -             | -             | 29    | 2     |
| Envigado FC · Colombia            | 1.ª           | 2015          | 35    | 1     | 1     | 0     | -             | -             | 36    | 1     |
| Envigado FC · Colombia            | 1.ª           | 2016          | 8     | 0     | 0     | 0     | -             | -             | 8     | 0     |
| Envigado FC · Colombia            | 1.ª           | 2017          | 16    | 0     | 3     | 0     | -             | -             | 19    | 0     |
| Envigado FC · Colombia            | Total club    | Total club    | 197   | 6     | 11    | 0     | 4             | 1             | 212   | 7     |
| Total carrera                     | Total carrera | Total carrera | 565   | 25    | 28    | 2     | 11            | 2             | 604   | 29    |

#### Selección
| Selección                | Año                      | Partidos | Goles |
| ------------------------ | ------------------------ | -------- | ----- |
| Absoluta                 | 2001                     | 3        | 0     |
| Absoluta                 | 2002                     | 1        | 0     |
| Absoluta                 | 2004                     | 8        | 0     |
| Absoluta                 | 2005                     | 5        | 0     |
| Absoluta                 | 2006                     | 3        | 0     |
| Total Selección Colombia | Total Selección Colombia | 20       | 0     |

### Como formador
| Club                               | País     | Año       |
| ---------------------------------- | -------- | --------- |
| Divisiones menores del Envigado FC | Colombia | 2017-2024 |

### Como entrenador
| Envigado FC · Colombia | 1.ª                 | 2021 (e)            | 5  | 1  | 2  | 2  | - | - | - | - | - | - | - | - | 5  | 1  | 2  | 2  | 33.33% |
| Envigado FC · Colombia | 1.ª                 | 2023 (e)            | 12 | 1  | 4  | 7  | - | - | - | - | - | - | - | - | 12 | 1  | 4  | 7  | 19.44% |
| Envigado FC · Colombia | 1.ª                 | 2024                | 12 | 2  | 2  | 8  | 2 | 0 | 1 | 1 | - | - | - | - | 14 | 2  | 3  | 9  | 21.43% |
| Envigado FC · Colombia | 1.ª                 | 2025                | 26 | 7  | 6  | 13 | 4 | 3 | 1 | 0 | - | - | - | - | 30 | 10 | 7  | 13 | 41.11% |
| Envigado FC · Colombia | Total               | Total               | 55 | 11 | 14 | 30 | 6 | 3 | 2 | 1 | 0 | 0 | 0 | 0 | 61 | 14 | 16 | 31 | 31.69% |
| Total en su carrera    | Total en su carrera | Total en su carrera | 55 | 11 | 14 | 30 | 6 | 3 | 2 | 1 | 0 | 0 | 0 | 0 | 61 | 14 | 16 | 31 | 31.69% |
| 1. 2.                  |                     |                     |    |    |    |    |   |   |   |   |   |   |   |   |    |    |    |    |        |

## Palmarés

### Campeonatos nacionales
| Título              | Club                   | País     | Año  |
| ------------------- | ---------------------- | -------- | ---- |
| Torneo Finalización | Independiente Medellín | Colombia | 2002 |

### Copas internacionales
| Título               | Club                  | País     | Año  |
| -------------------- | --------------------- | -------- | ---- |
| Esperanzas de Toulon | Selección de Colombia | Francia  | 1998 |
| Esperanzas de Toulon | Selección de Colombia | Francia  | 1999 |
| Copa América         | Selección de Colombia | Colombia | 2001 |
| Copa Sudamericana    | Inter de Porto Alegre | Brasil   | 2008 |